# مبینا علی‌نسب
مبینا علی‌نسب علمداری (زادهٔ ۱۷ مرداد ۱۳۷۹ در بابل) استاد بزرگ شطرنج زنان اهل ایران است.
او در سال ۲۰۱۷ قهرمان شطرنج زنان ایران شد و به عنوان تنها نماینده ایران در مسابقات شطرنج زنان قهرمانی جهان ۲۰۱۸ حاضر شد. در این مسابقات، او با غلبه بر الیزابت پتز از آلمان به دور دوم رقابت‌ها صعود کرد؛ اتفاقی که در شطرنج زنان ایران بی‌سابقه بود. او در دور دوم توانست با هر دو رنگ سیاه و سفید مونیکا سوچکو، استاد بزرگ لهستانی با ریتینگ ۲۴۶۳ را شکست دهد و به جمع ۱۶ بازیکن برتر جهان راه پیدا کند.
- عضو تیم ملی ایران در چهل و چهارمین دوره المپیاد جهانی شطرنج در چنای هندوستان[۳]